# Fadogia triphylla
Fadogia triphylla är en måreväxtart som beskrevs av John Gilbert Baker. Fadogia triphylla ingår i släktet Fadogia och familjen måreväxter.

## Underarter
Arten delas in i följande underarter:
- F. t. giorgii
- F. t. gracilifolia
- F. t. peteri
- F. t. pubicaulis
- F. t. triphylla